# Grand Theft Auto (Computerspiel)
Grand Theft Auto (kurz GTA) ist ein Computerspiel des schottischen Entwicklers Rockstar North (bis 2001 DMA Design), das Action-, Rennspiel- und Ego-Shooter-Elemente enthält. Es erschien 1997 für MS-DOS, PlayStation und später auch für Game Boy Color. Publisher ist das Take-2-Label Rockstar Games. Der Name ist dem US-amerikanischen Straftatbestand des „Grand Theft Auto“ (Kraftfahrzeugdiebstahl) entlehnt. 1999 erschien Grand Theft Auto: Double Feature in dem die Vollversion mit der Erweiterung Grand Theft Auto: London 1969 gebündelt erneut erschien.
Grand Theft Auto bildete den Auftakt für eine erfolgreiche Serie. Der erste und der zweite Teil der GTA-Reihe wurden von Rockstar Games als PC-Version zeitweise zum kostenlosen Herunterladen angeboten. Auf der PlayStation Classic erschien es in der vorinstallierten Auswahl an Spielen.

## Spielprinzip
Das Spiel setzt sich aus sechs Kapiteln (also sechs Verbrecherlaufbahnen) zusammen, jeweils zwei finden zunächst in Liberty City, danach in San Andreas und schließlich in Vice City statt. Diese Städte sind fiktiv, haben jedoch eindeutig die Städte New York City, San Francisco und Miami zum Vorbild und dienen auch als Basis für die meisten nachfolgenden GTA-Teile. Um die Kapitel erfolgreich zu beenden, gilt es eine bestimmte, mit jedem Level steigende Punktzahl zu erreichen. Dies wird vorrangig durch die Ausführung von Aufträgen bewerkstelligt, wobei die Auftraggeber mit jedem Kapitel wechseln und teilweise rivalisierenden Banden angehören. Zusätzlich gibt es einige Nebentätigkeiten, um Geld bzw. Punkte zu verdienen, etwa das Verkaufen von gestohlenen Fahrzeugen an Verladekränen oder das Anrichten von Chaos und Zerstörung auf den Straßen. Besonderheit in GTA ist die seinerzeit bei Videospielen seltene totale Bewegungsfreiheit (Open World), mit der die Missionen oder das Erkunden der Metropole individuell gestaltet werden kann.
Die Spielfigur wird mit Blick aus einer Vogelperspektive durch die verschiedenen Stadtteile navigiert, wobei neben der Bewegung zu Fuß auch Kraftfahrzeuge bestiegen bzw. gestohlen oder entführt werden können. In der PC-Version ist zudem die Nutzung einer U-Bahn bzw. einer Straßenbahn in den Städten Liberty City und Vice City möglich. Die Steuerung entspricht im Wesentlichen der Steuerung eines 2D-Spiels: Die Perspektive ist nicht veränderbar und die Grafik scrollt je nach Laufrichtung der Spielfigur horizontal oder vertikal. Die Grafik-Engine berücksichtigt die dritte Koordinatenachse durch die perspektivische Verzerrung der Gebäude.
Zwischensequenzen existieren zwischen den Kapiteln, hierdurch entsteht allerdings ein nur bedingt durchgängiger Handlungsablauf. Die einzelnen Aufträge werden dem Spieler über Telefonzellen oder Pager übermittelt. Anders als in den Nachfolgern gibt es innerhalb der teilweise sehr umfangreichen Kapitel keine Möglichkeit, seinen Spielfortschritt zu speichern.

## Entwicklung
Die Entwicklung des Spiels wurde auf dem Amiga begonnen und später aufgrund der veralteten Technologie auf dem PC fortgesetzt. Sie begann 1995 unter dem Arbeitstitel Race’n’Chase. Das Spielkonzept wurde um die bereits bestehende Engine herum entwickelt und sah ursprünglich ein Multiplayer-Rennspiel mit mehreren Spielmodi vor, namentlich Cannonball-Rennen, Crash-Derby und Bankraub, der entweder als Fluchtwagenfahrer oder als Polizist gespielt worden wäre. Bereits in den ersten Entwürfen stand aber fest, dass der Spieler sich in drei großen Städten frei bewegen und dabei auch aussteigen und Autos stehlen können sollte. Der Entwickler David Jones nannte Pac-Man als Einfluss in Hinblick auf das Gameplay, da das Überfahren von Passanten mit Punkten belohnt wurde und einen anschließend die Polizei jagte wie die Geister die Pac-Man Spielfigur. Der Leveldesigner für „Liberty City“ Peter Farley war gelernter Architekt und dies war sein Einstieg in die Branche. Die ersten Prototypen hatte eine isometrische Perspektive. Dies wurde verworfen, da das Spiel dem zuvor erschienen Syndicate von Konkurrent Bullfrog zu ähnlich sah. Ursprünglich war 8 Bit Grafik geplant, doch die rasante Weiterentwicklung der Technik führte dazu, dass während der Arbeiten die Texturen auf 32 Bit umgestaltet und damit eine deutlich hellere und farbenfrohere Palette gewählt wurde. Die deutsche Version ist nahezu unzensiert. Lediglich vier weibliche Spielcharaktere wurden entfernt.
Probleme mit der Stabilität, der Steuerung und der Spielmechanik hätten den Publisher BMG beinahe dazu gebracht, das Projekt einzustellen. Ein Fehler in der Wegfindungsroutine der KI sorgte dafür, dass die Polizeiwagen den Spieler rammten. Zufällig wurde ein erfolgreiches Spielelement geschaffen. Später wurden genau diese Verfolgungsjagden mit den Gesetzeshütern Kernelement der Serie. Das Spiel wurde im Laufe der Entwicklung immer düsterer. Der PR-Experte Max Clifford versuchte die Berichterstattung über das Spiel gezielt negativ zu halten mit dem Ziel, dass Politiker und Aktivisten lautstark dagegen protestieren, nur um für noch mehr mediale Aufmerksamkeit zu sorgen. Der Erfolg des Spiels überraschte die Entwickler.

## Rezeption
PC Player lobte den Detailreichtum der Spielwelt und hob den schwarzen Humor hervor. Für Heranwachsende sei das Spiel jedoch nicht geeignet und der Mehrspielermodus technisch unausgereift. PC Games merkte an, dass die Gratwanderung zwischen Brutalität und Satire gerade noch erreicht wurde. Gelobt wurden abwechslungsreiche Aufträge und viele versteckte Details. Bemängelt wurde die fehlende Möglichkeit zu speichern und die schlechte Orientierung unter Brücken und in Garagen. PowerPlay lobte die gelungene Fahrzeugphysik, das fesselnde Gameplay und den britischen Humor. Die Schießereien zu Fuß hingegen verkommen eher zur Glückssache. Aus dem Auto heraus ist kein Schießen möglich. Der hohe Schwierigkeitsgrad, die derbe Tonart und das zynische Szenario kann auch abschreckend wirken. PC Action hatte Schwierigkeiten das Spiel einzuordnen und verglich es mit Bleifuss Fun sowie Carmageddon. Die technische Umsetzung wurde bemängelt. Für eine etwas ansehnlichere Grafik wird 3Dfx zwingend vorausgesetzt. Auf der PlayStation kämpfte das Spiel mit Performanceproblemen. Der GameBoy Color Version wurde keine Übersichtskarte beigelegt. Zudem sei die Steuerung nicht intuitiv. Dennoch biete es das bewährte Gameplay und eine gelungene flotte Grafik.

## Erweiterungen
GTA: London 1969 ist ein 1999 erschienenes Add-on für Grand Theft Auto. Es fügt dem Spiel eine neue Stadt (London) hinzu. Damit ist es das einzige GTA-Spiel, das in einer real existierenden Stadt spielt – auch wenn fast alle anderen Städte in den GTA-Spielen reale Vorbilder haben. Zusätzlich erschien für den PC ein kleines Add-on zum Add-on GTA: London 1969 mit dem Namen GTA: London 1961, das alle Besitzer der Original-Version kostenlos von der Website des Spieles herunterladen konnten.

### Rezeption
Die Optik bleibe laut PC Joker weiterhin unspektakulär. Auch die Steuerung bleibe nahezu unverändert, wobei an dieser nichts auszusetzen sei. Der Soundtrack der Autoradios sei wie im Hauptspiel grandios. Auf die nach wie vor fehlende Speicherfunktion in den großen Levels wurde von PC Player hingewiesen. Das Design der Missionen sei anfangs zu leicht und werde später derart hektisch, dass die Erkundung der offenen Spielwelt zu kurz komme. Leider sei das Scrolling auf den Konsolen weiterhin ruckelig.